# Z 22 Anton Schmitt
Le Z 22 Anton Schmitt est l'un des six destroyers de la classe Type 1936 de la Kriegsmarine.
Le nom du navire est un hommage à Anton Schmitt, un canonnier resté à son poste jusqu'au bout malgré ses blessures alors que son navire, le SMS Frauenlob, coule le 31 mai 1916 au cours de la bataille du Jutland.

## Histoire
La première mission du Z 22 a lieu dans la nuit du 10 au 11 janvier 1940. Il s'agit d'une pose de mines offensives devant Newcastle en compagnie des destroyers Richard Beitzen, Friedrich Eckoldt, Karl Galster, Wilhelm Heidkamp. Le 26 janvier 1940, une fuite d'une conduite d'huile aboutit à un incendie dans la salle des machines. Les réparations nécessitent une période de cale sèche prolongée. Le Z 22 revient en mars 1940.
Pour l'opération Weserübung, l'occupation de la Norvège en avril 1940, le destroyer appartient au premier groupe sous le commandement de Friedrich Bonte. Le groupe d'une dizaine de destroyers est repéré par des avions de reconnaissances britanniques puis est attaqué par les Alliés. Le soir du 8 avril, il entre dans le Vestfjord. Le lendemain, le Z 22 désarme le navire norvégien Senja.
Initialement les destroyers devaient récupérer les troupes en retraite tout de suite après le débarquement, mais les pénuries de carburant les contraignent à rester à Narvik. Dans la nuit de 9 à 10 avril 1940, la deuxième flottille de destroyers britanniques entrent dans le fjord et attaquent les Allemands au matin. Le Wilhelm Heidekamp donne l'alerte puis est touché par une torpille. Peu de temps après, deux autres torpilles frappent l'Anton Schmitt. Le destroyer est brisé et coule. 52 membres d'équipage meurent.